# Arawat Sabejew
Arawat Sabejew (né le 24 septembre 1968 à Petropavl) est un lutteur allemand d'origine kazakhe (il a d'ailleurs été soviétique jusqu'en 1990) spécialiste de la lutte libre. Il participe aux Jeux olympiques d'été de 1996 et aux Jeux olympiques d'été de 2000 en combattant dans la catégorie des -100 kg. En 1996, il décroche la médaille de bronze.

## Palmarès

### Jeux olympiques
- Jeux olympiques de 1996 à Atlanta,  États-Unis
  -  Médaille de bronze

### Championnats du monde
- Médaille d'or en 1994
- Médaille d'argent en 1995

### Championnats d'Europe
- Médaille d'or en 1993
- Médaille d'or en 1990
- Médaille d'or en 1989
- Médaille d'argent en 2000
- Médaille de bronze en 1997
- Médaille de bronze en 1995